# IES Pasqual Calbó i Caldés
L'IES Pasqual Calbó i Caldés, conegut popularment com a «Sa Maes», és un institut d'ensenyament obligatori inaugurada l'1 de febrer de 1919 al municipi de Maó. S'hi pot estudiar, Educació Secundària Obligatòria, el Batxillerat i Formació Professional.
És l'hereu i continuador de l'Escola Municipal d'Arts i Oficis creada el 1919. Es va crear en un context d'un afany present a tot Europa d'organitzar i millora la formació de les classes obreres, a l'iniciativa del batlle Pere Pons Sitges i alguns regidors. L'ensenyament era mixt i gratuït per a qui tenia un «certificat de pobresa». El 1926 va ser rebatejat Escola Elemental del Treball, amb tres especialitats: electrotècnia, mecànica i construcció, tot i continuar en locals públics i privats dispersos i improvisats. El 21 d'octubre de 1951, 32 dos anys després de la creació, finalment l'escola va poder estrenar un edifici propi. El 1955, sota la dictadura pren el nom Escuela de Maestría Industrial en aplicació de la nova llei de formació professional, des d'aleshores una competència estatal.
Des dels anys 1980, amb més de cinc cents estudiants, l'edifici esdevé massa petit. No sense controvèrsia, l'administració del Ministeri de l'Educació opta per un nou edifici al barri perifèric de Bintaufa, a proximitat de la carretera Maó-Sant Lluís (Me-8R), –al costat esquerre de l'IES Cap de Llevant– que s'estrena el 1985. L'1 de juny de 1986 l'institut pren el seu nom actual, en honor del famós pintor Pasqual Calbó i Caldés (1752-1817). A l'ample oferta pedagògica, el 1989 s'hi va afegir la Formació Professional Adaptada per fer-ne un veritable escola inclusiva. Vers la fi dels anys 1990 es va transformar en ESO.